# 데이비드 크로넌버그
데이비드 폴 크로넌버그(영어: David Paul Cronenberg, OC, 1943년 3월 15일 ~ )는 캐나다의 영화 감독, 영화 각본가, 배우이다.

## 필모그래피
- 더 슈라우드 (2024) - 감독, 각본
- 미래의 범죄들 (2022) - 감독, 각본
- 맵 투 더 스타 (2014) - 감독
- 코스모폴리스 (2013) - 감독, 각본
- 데인저러스 메소드 (2011) - 감독
- 이스턴 프라미스 (2007) - 감독
- 그들 각자의 영화관 (2007) - 감독
- 폭력의 역사 (2005) - 감독
- 스파이더 (2002) - 감독
- 엑시스텐즈 (1999) - 감독
- 크래쉬 (1996) - 감독
- M. 버터플라이 (1993) - 감독
- 네이키드 런치 (1991) - 감독
- 데드 링거 (1988) - 감독
- 플라이 (1986) - 감독
- 데드존 (1983) - 감독
- 비디오드롬 (1983) - 감독
- 스캐너스 (1981) - 감독
- 패스트 컴퍼니 (1979) - 감독
- 브루드 (1979) - 감독
- 열외 인간 (1977) - 감독
- 파편들 (1975) - 감독
- 미래의 범죄 (1970) - 감독
- 스테레오 (1969) - 감독
- 프럼 더 드레인 (1967) - 감독
- 트랜스퍼 (1966) - 감독

## 수상 목록
- 2003년 제4회 전주국제영화제 JIFF 최고인기상

## 서훈
- 2002년 캐나다 훈장 오피서(OC)
- 2009년 프랑스 레지옹 도뇌르 훈장 슈발리에(5등급)